# 木遣
木遣、木遣り（きやり）は、労働歌の一つ、木遣り歌・木遣り唄とも。本来は作業唄だが、民謡や祭礼の唄として、各地に伝承されている。

## 歴史
木遣の起源は作業唄で、複数人で仕事をする時に力を一つにまとめるために、掛け声や合図として唄われたものである。1202年（建仁2年）に栄西上人が建仁寺を創建したとき、人夫に歌わせたのがはじまりとする説もある（菊岡沾涼『近代世事談』）。
木遣りには、材木などを移動する時に唄われる木引き木遣りと、土地を突き固める時に唄われる地形木遣り（土搗唄）がある。時代が進むにつれて、木遣りは作業唄から離れて儀式化・俗謡化するなど、第三者に聴かせるための木遣りへと変貌した。
曲目には、真鶴・地・くさり物・追掛け物・手休め物・流れ物・端物・大間など8種110曲がある。
各地で無形民俗文化財・無形文化財に指定されている。1998年長野五輪、2020年東京五輪と二度に渡り、オリンピックの開会式で日本文化の代表として木遣りが披露された。

## 代表的な木遣
- 曳山木遣り（射水市） -海老江曳山祭で行われる。 [6]
- 足利鳶木遣り（足利市無形民俗文化財）[7]
- 宇都宮鳶木遣り（宇都宮市無形民俗文化財）[8]
- 桐生木遣（桐生市無形民俗文化財）[9]
- 江戸の鳶木遣・江戸火消しの梯子乗り（東京都無形民俗文化財）
  - 2020年東京オリンピック開会式では、「江戸消防記念会」の人々による木遣り歌が披露された。[5]
- 木場の木遣 （江東区登録無形民俗文化財、東京都指定無形民俗文化財）[10]
  - 徳川家康が江戸城造営の時に連れてきた材木商が伝えたものとされるが、はっきりしたことは不明。 木場の筏師（川並、かわなみ）が、鳶口ひとつで材木を操る時の労働歌。

- 木場の木遣念仏（江東区登録無形民俗文化財）[10]
  - 成立時期は不明だが、富岡八幡宮別当永代寺の住職が、氏子の人々に広めたと言われている。
- 木遣（八王子市無形民俗郷土芸能・日本遺産） - 八王子消防記念会[11]。
- 竹岡三柱神社の木遣り獅子舞（富津市無形民俗文化財）[12]
- 鎌倉木遣唄（鎌倉市無形民俗文化財）[13]
- 山王原大漁木遣唄（小田原市無形民俗文化財）[14]
  - 漁業に従事する際の仕事唄と、婚礼及び神社祭礼時の儀式唄を兼有する、全国的にも珍しいもの。
- 藤沢とび職木遣（藤沢市無形民俗文化財）[15]
- 木遣歌（さいたま市無形文化財）
  - 浦和木遣保存会によって伝承される、江戸木遣の伝統を受け継ぐもの。
- 川口の木遣（川口市無形民俗文化財）[16]
- 越谷の木遣歌（越谷市無形民俗文化財）[17]
- 川越の木遣り（川越市無形民俗文化財）[18]
- 熊谷木遣（熊谷市無形民俗文化財）[19]
- 木遣（豊山町無形民俗文化財） - 豊山木遣保存会（愛知県）[20]
- 木遣り音戸（稲沢市無形民俗文化財）[21]
- 平針木遣り音頭（名古屋市無形民俗文化財）[22]
- 焼津神社　獅子木遣り（静岡県指定無形民俗文化財）[23]
- 諏訪大社下社の御柱木遣り（下諏訪町指定無形民俗文化財）[24]
- 綱渡りの木遣り（下諏訪町指定無形民俗文化財）[25]

- 御柱祭（諏訪市）
  - 1998年長野オリンピック開会式では建て御柱が行われ、そこでは木遣りも披露された。[4]
- 善光寺木遣り（長野市指定無形文化財）
  - 古くは善光寺造営にかかわる用材の運搬時に唄われたと伝えられており、寛文六年（1666年）、宝永四年（1707年）、善光寺再建時に江戸棟梁によって伝えられたものが、口伝で今日まで唄い継がれたものとされる。一説には、鎌倉の鶴岡八幡宮造営に携わった職人の系統が、善光寺造営に来て残していったともいう。[26]
  - 善光寺御開帳の回向柱を松代より運ぶ時、堂童子の日待占行事 節分会、御祭礼の山車を曳くとき、その他建築木材の曳き出し及び上棟会などに棟梁及び鳶職等の職人多数で行われる。[26]
- 伊勢木遣（伊勢神宮御遷宮御木曳の木遣り歌）、伊勢市[27]
- 木遣音戸（京都市登録無形民俗文化財）[28]
- 兵庫木遣音頭（神戸市登録無形民俗文化財）[29]
  - 治承4年(1180年)に平清盛が福原京を造営したとき、地元の住民がこの音頭を歌い、踊りながらはやしたのが起こりと伝えている。